# Olga Kardopoltseva
Olga Kardopoltseva (Bielorrusia, 11 de septiembre de 1966) es una atleta bielorrusa, especializada en la prueba de 10 km marcha en la que llegó a ser subcampeona mundial en 1997.

## Carrera deportiva
En el Mundial de Atenas 1997 ganó la medalla de plata en los 10 km marcha, con un tiempo de 43:30.20 s, tras la italiana Anna Rita Sidoti y por delante de su compatriota la también bielorrusa Valentina Tsybulskaya.